# Lockheed F-94 Starfire
Lockheed F-94 Starfire byl americký jednomotorový proudový dvoumístný stíhací a noční stíhací letoun. Jedná se o upravenou dvoumístnou verzi cvičného letounu T-33 Shooting Star. Starfire byl prvním proudovým stíhacím letounem pro každé počasí ve službách amerického letectva a zároveň prvním sériově vyráběným letounem poháněným proudovým motorem s přídavným spalováním.

## Vývoj

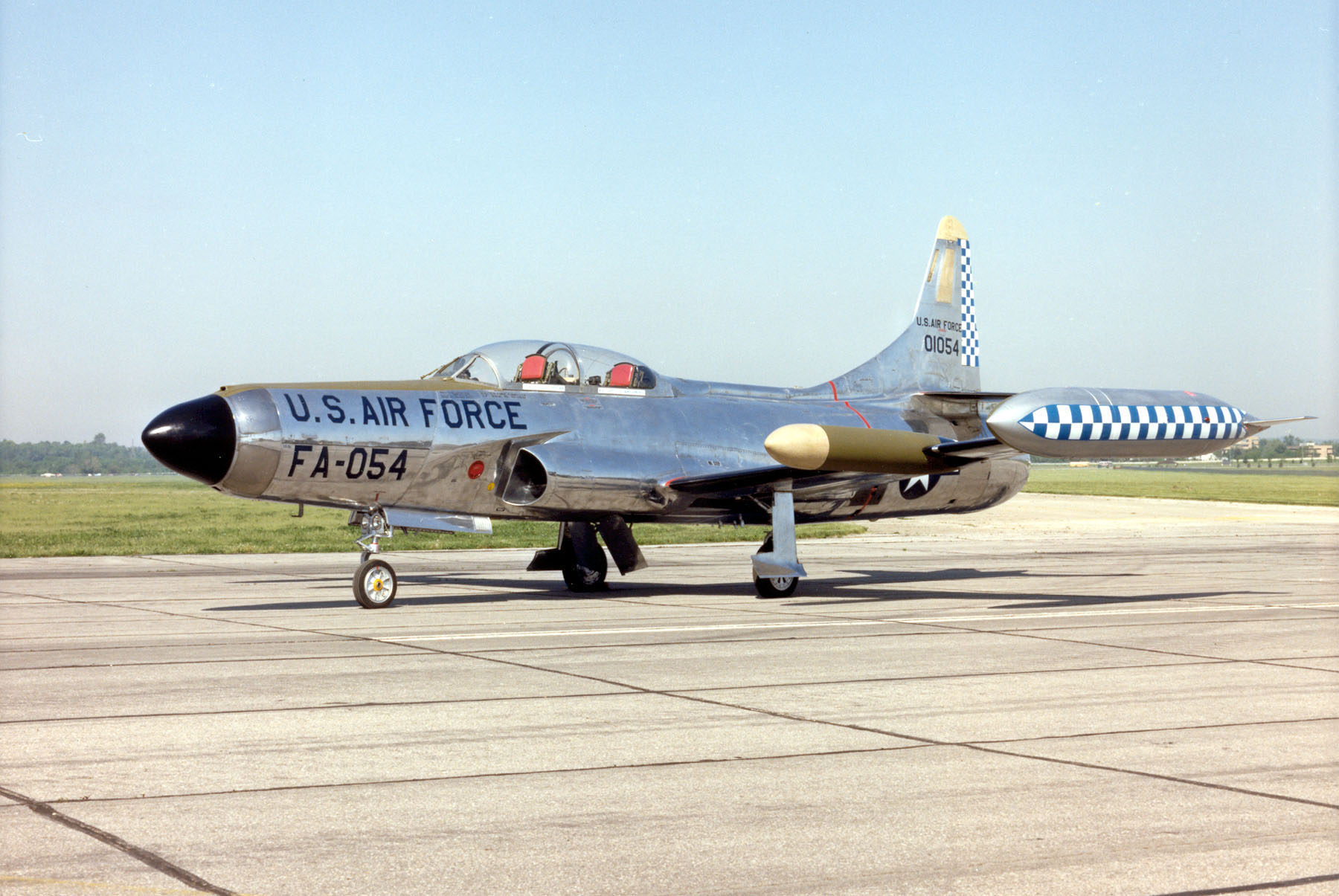
Lockheed F-94C Starfire

F-94 vznikl na základě okamžité potřeby dvoumístných stíhacích letadel pro každé počasí, dané rostoucím napětím na Dálném východě i začátkem výroby atomových pum a dálkových bombardérů Tupolev Tu-4 v SSSR. Konstruktéři společnosti Lockheed vyšli v projektu na požadovaný letoun z cvičného typu Lockheed T-33 Shooting Star, což byla dvoumístná úprava stíhacího stroje Lockheed P-80 Shooting Star.
Závod společnosti Lockheed B-9 vyrobil dva prototyp označené YF-94. První prototyp (sériové číslo 48-356) byl upraven z rozestavěné T-33A. Kromě řady vnitřních změn a nové přídě obsahující vyhledávací radar a čtveřici kulometů Colt-Browning M-3 ráže 12,7 mm se včetně proudového motoru Allison J33 shodoval s T-33. Dne 16. dubna 1949 prototyp YF-94 absolvoval první let z letiště Van Nuys v Kalifornii. V kokpitu seděli zkušební pilot Tony LeVier a letecký inženýr Glenn Fulkerson. Druhý prototyp YF-94 (sériové číslo 48-373), rovněž přestavěný z T-33A, dostal společně s prvním prototypem do rozšířené zadní části trupu přídavné spalování firmy Solar. Úvodní série letounu F-94 měly přibližně 80% shodu s typy F-80C Shooting Star a T-33A Shooting Star.

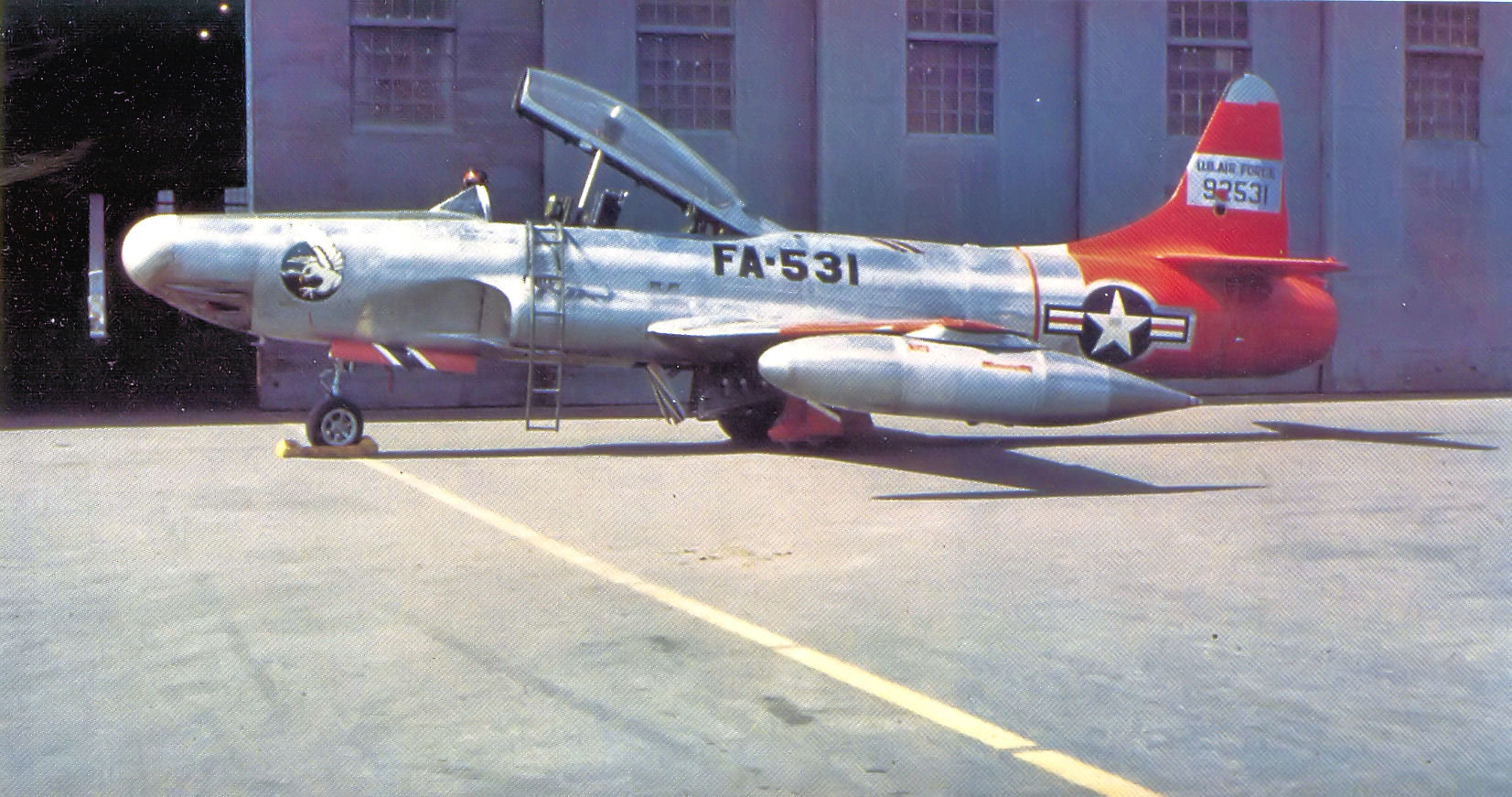
Lockheed F-94A-5-LO (49-2531, FA-531), 449th FIS USAF, AFB Ladd, Aljaška, USA, 1955

Lockheed F-94B-5-LO Starfire (51-5416)

Po úspěšných testech obou YF-94 obdržel Lockheed zakázku USAF na 17 kusů první série F-94A-1-LO a 92 exemplářů druhé série F-94A-5-LO. Pohon zajišťovaly motory Allison J33-A-33 o tahu 20,49 kN, který se vstřikem vody zvyšoval na 24 kN a přídavným spalováním až na 26,67 kN. Vzletová hmotnost se oproti 6750 kg T-33A zvýšila na 7140 kg a plošné zatížení vzrostlo na 341 kg/m.
Protože přídavné spalování spotřebovávalo značné množství paliva, což dost omezovalo akční rádius, objednalo USAF u firmy Lockheed současně s F-94A prototyp YF-94B se zvětšeným doletem. Ten proto u devatenáctého vyrobeného F-94A (sériové číslo 49-2497) nahradil kapkovité přídavné nádrže po 590 l novými válcovitými o objemu po 870 l, které začala vyrábět firma Fletcher. K radiolokátoru přibyl ještě přístroj pro přesné navedení na cíl Sperry Zero Reader a celý hydraulický systém letounu byl zesílen. Po letových zkouškách YF-94B následovala v březnu 1950 objednávka na 150, v dubnu 1951 pak na dalších 206 kusů.
Souběžně s výrobou nových F-94B-1-LO modifikoval mateřský závod již postavené F-94A obou sérií na standard F-94B.
Již koncem roku 1949 bylo zřejmé, že F-94A a F-94B zůstanou přes svou spolehlivost improvizací. USAF žádalo stále vyšší výkony a mohutnou palebnou sílu. Aerodynamicky nevyhovující drak s nízkým kritickým Machovým číslem a slabá výzbroj čtyř velkorážných kulometů vedly k radikální změně letounu. Jejím výsledkem byl nový Starfire, který měl s předchozími verzemi společné jen přistávací zařízení a přídavné palivové nádrže. Zpočátku také nesl nové typové označení Lockheed YF-97A, které bylo záhy změněno na F-94C.
Pro urychlení stavby prototypu byla použita překonstruovaná střední a zadní část trupu F-94B, k níž byla připojena nová příď s centrálně umístěným radiolokátorem. Kolem radaru měl F-94C vestavěny čtyři baterie trubek uzavřených zepředu čtyřmi obdélníkovými kryty, z nichž každá obsahovala šest neřízených raket Mighty Mouse. Ovládací zařízení kormidel se přemístilo z vnitřku trupu do hřbetního výstupku vycházejícího do SOP. Uvolněný prostor dovolil instalaci silnějšího motoru Pratt & Whitney J48-P-5 o maximálním tahu 37,06 kN s přídavným spalováním. Ocasní plochy obdržely nižší profil, výškovka pak šípovitost. Nad výstupní otvor motoru přibylo pouzdro na brzdicí padák o průměru 4,90 m. K dosažení vyšších Machových čísel doznaly aerodynamické úpravy rovněž vstupní otvory vzduchu. Křídlo mělo menší štíhlost, větší vzepětí a profil snížený z původních 13 na 10%. Ke zdvojnásobení palebné síly nesly náběžné hrany obou polovin křídla závěsy pro válcové raketnice po dalších dvanácti raketových střelách Mighty Mouse.
První prototyp YF-94C (sériové číslo 50-955) byl zalétán 18. ledna 1950. V červenci téhož roku USAF objednalo 108 kusů, následujícího roku pak v dubnu a červenci dalších 108 a 171 strojů F-94C. Výroba F-94C skončila v únoru 1954.
Jednomístný bitevní prototyp YF-94D se již do sériové výroby nedostal. Ještě před ukončením letových zkoušek byla objednávka na 112 kusů zrušena. S několika zkušebními DF-94C USAF testovalo použití PLŘS GAR-1 Falcon.

## Nasazení

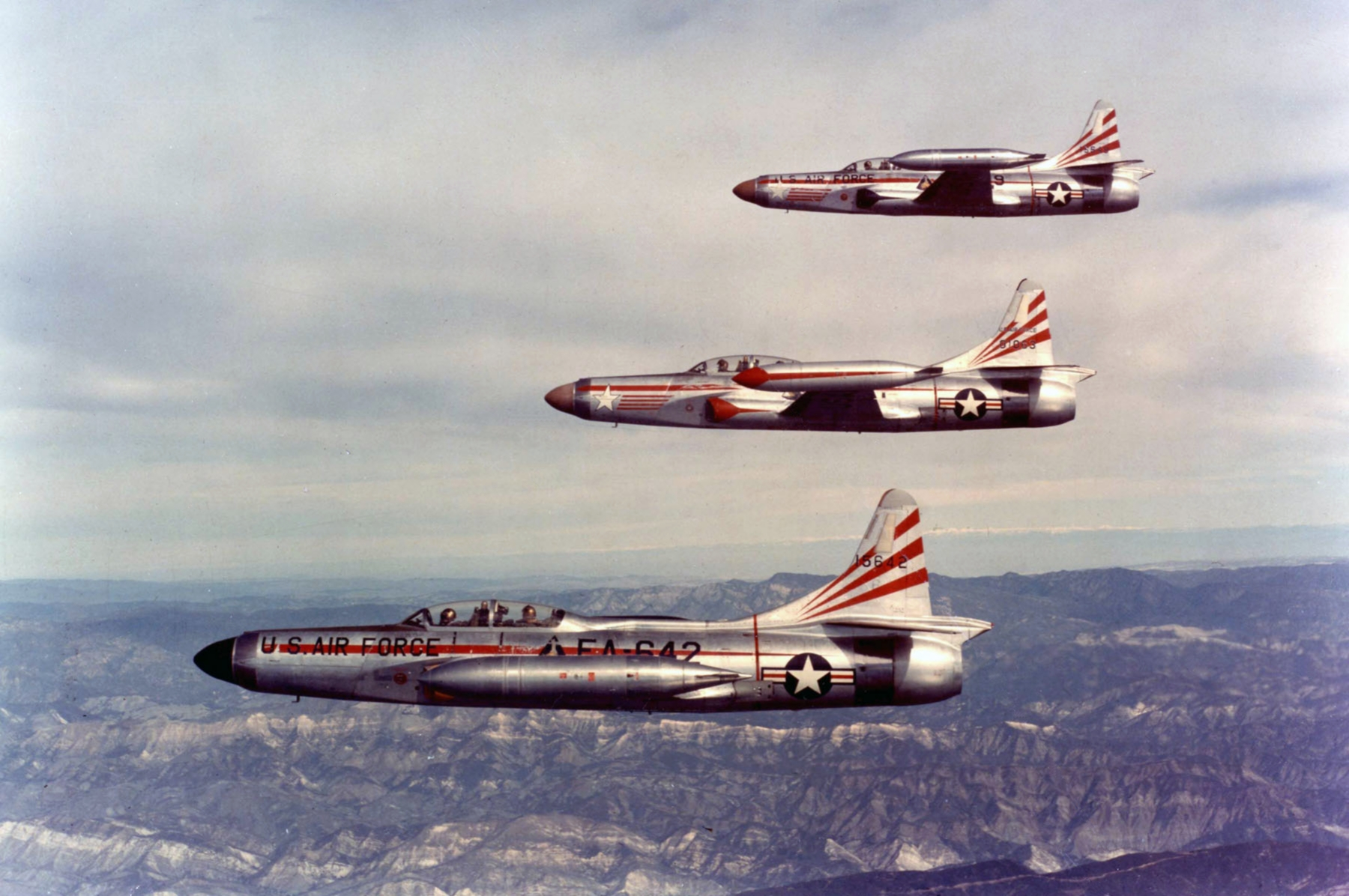
F-94C Starfire 354th FIS USAF ze základny Oxnard AFB, Kalifornie, USA, 1956

Protože výroba F-94A využívala 75% částí shodných s T-33A, mohla již v červnu 1950 převzít první Starfiry 319. stíhací letka USAF. F-94B převzaly první útvary USAF v roce 1951. F-94C sloužily u 33. přepadového křídla 52. stíhací skupiny a 35. přepadového křídla USAF.
USAF bojově nasadilo noční stíhací letouny Starfire koncem korejské války. Prvního bojového úspěchu Starfiry dosáhly 30. ledna 1953, když posádka ve složení kapitán B. L. Fithian a poručík S. R. Lions z 319. letky sestřelila v nočním souboji severokorejský Lavočkin La-9. 56 nasazených F-94B zaznamenalo do uzavření příměří čtyři noční sestřely, včetně stroje MiG-15, při ztrátě jednoho vlastního stroje.
Na konci 50. let 20. století byly Starfire v řadách USAF nahrazeny typem Convair F-102 Delta Dagger. V této době převzala část F-94 Národní garda Spojených států amerických. Poslední F-94C Air National Guard byl vyřazen ze služby počátkem roku 1960.

## Konstrukce

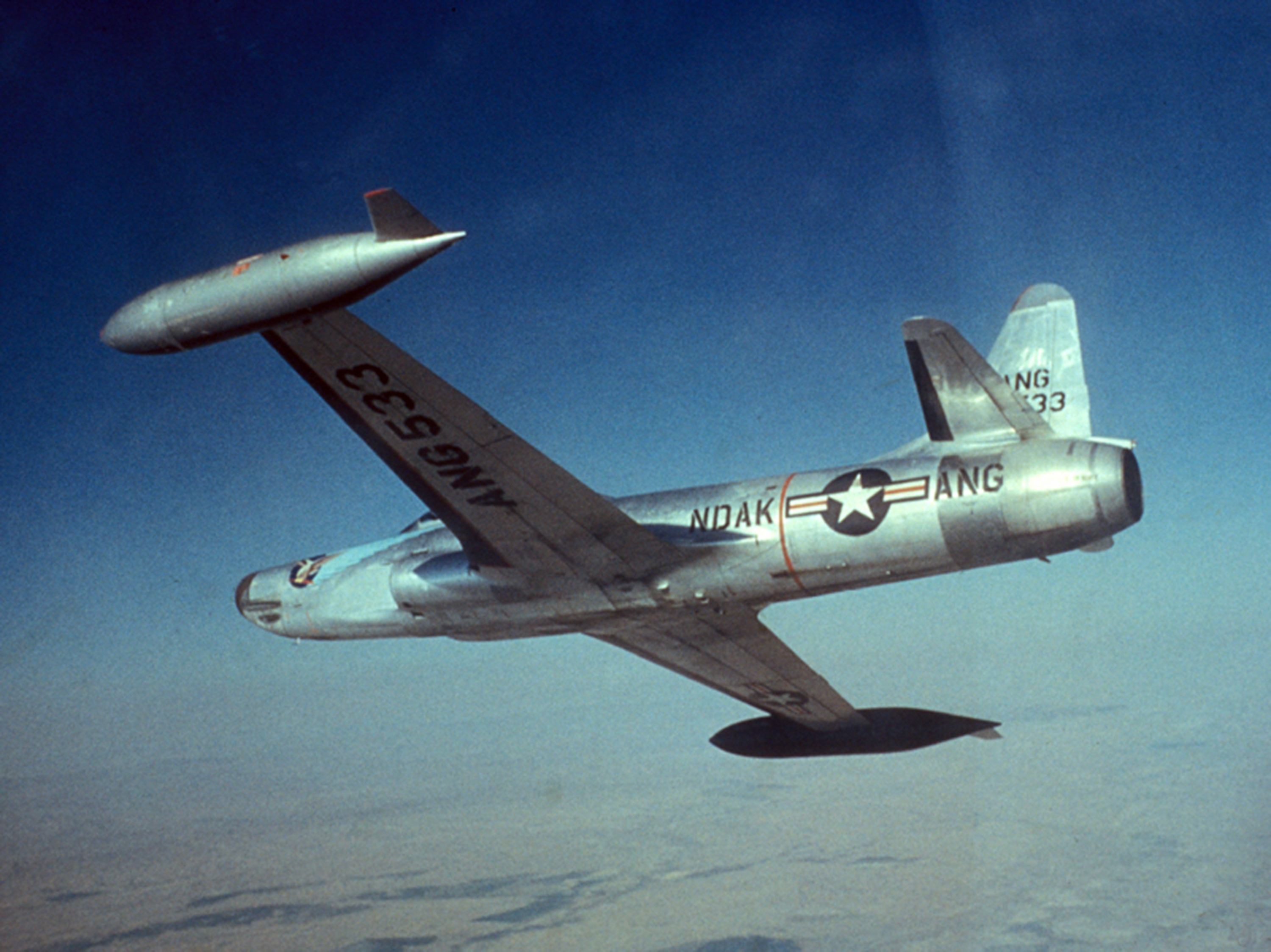
F-94A-5-LO (49-2533), 178th FIS, 119th FG, North Dakota ANG

Letoun má lichoběžníkové křídlo se vzepětím do V v dolnoplošné konfiguraci. Proudový motor má půlkruhové nasávací vstupy umístěné u kořenů křídel, výtoková tryska je místěná přímo v zádi letounu. 
 Svislá ocasní plocha je malá a má homolovitý tvar. Vodorovné ocasní plochy jsou umístěny na nástavci trupu, má šípový tvar a přečnívá svými konci přes trup. Tvar výškovky se změnil ve verzi F-94C.
Letoun má tříkolový příďový podvozek, převzatý od letounu F-80. Velice robustní, doutníkový trup, umožnil dodatečnou montáž radaru do přední části a do zádi trupu umístění zařízení přídavného spalování.
 Letoun používal proudový motor Pratt & Whitney typu J48-P-5 nebo -5A.

Firma Lockheed Aircraft jich vyrobila celkem 856 kusů ve čtyřech vývojových verzích.

## Specifikace (F-94C Starfire)

### Technické údaje
- Posádka: 2
- Rozpětí: 12,9 m
- Délka: 13,6 m
- Výška: 4,5 m
- Nosná plocha: 21,63 m²
- Prázdná hmotnost: 8 300 kg
- Vzletová hmotnost: 10 970 kg
- Max. vzletová hmotnost: 10 970 kg
- Pohonná jednotka: 1× proudový motor Pratt & Whitney J48-P-5 o tahu 28,2 kN; 38,9 kN s přídavým spalováním

### Výkony
- Maximální rychlost: 1 030 km/h (Mach 0.84)
- Bojový dolet: 1 300 km
- Přeletový dolet: 2 050 km
- Dostup: 15 670 m
- Stoupavost: 40,5 m/s
- Plošné zatížení: 384 kg/m²
- Poměr tah/hmornost: 0,48

### Výzbroj
- 24 nebo 48 raket Mk 4/Mk 40 ráže 70 mm